# Кузьменко, Валентина Алексеевна
Валентина Алексеевна Кузьменко  род. 17.09.1939 — Доярка племенного завода «Каменский» Каскеленского района Алма-Атинской области, полный кавалер ордена Трудовой Славы (1991).

## Биография
Родилась в 1940 году в Алма-Атинской области Казахской ССР (ныне - ныне - Алматинской области Республика Казахстан).
Трудилась дояркой племенного завода «Каменский» Каскеленского (ныне - Карасайского) района Алма-Атинской области. Ежегодно добивалась высоких показателей в работе по надоям молока.
Указами Президиума Верховного Совета СССР от 30 марта 1978 года и от 7 июля 1986 года награждена орденами Трудовой Славы 3-й и 2-й степеней.
Указом Президента СССР от 18 декабря 1991 года за большие производственные достижения и высокий профессионализм в работе Кузьменко Валентина Алексеевнанаграждена орденом Трудовой Славы 1-й степени. Стала полным кавалером ордена Трудовой Славы.
В дальнейшем вышла на заслуженный отдых.
Жила в Каскеленского района Алматинской области (Казахстан).

## Награды
Награждена орденами Трудовой Славы 1-й, 2-й, 3-й степеней:
3 ст. 30.03.1978 № 247423
2 ст. 07.07.1986 № 13767
1 ст. 18.12.1991 № 976
- медалями, в том числе медалями ВДНХ СССР, знаками «Ударник пятилетки», «Победитель социалистического соревнования»»[1].